# فورزا موتورسبورت
فورزا موتورسبورت (بالإنجليزية: Forza Motorsport)‏، هي لعبة فيديو إلكترونية من نوع سباقات السيارات، وهي من تطوير مايكروسوفت غيم ستوديوز الأمريكية، صدرت في الأسواق العالمية شهر مايو 2005م، وتعمل حصراً لنظام إكس بوكس، ومعنى «فورزا» تعني بالإيطالية الطاقة.